# 亞特蘭大歷史中心
亞特蘭大歷史中心（英語：Atlanta History Center）位於美國喬治亞州亞特蘭大北部巴克海特區（Buckhead），是美國早期歷史博物館之一。

## 历史
亞特蘭大歷史中心成立於1926年，現時共有12個展覽，有些在歷史大樓中舉行，有些則在戶外園地進行。亞特蘭大歷史中心是世界上擁有有關內戰最多館藏的博物館。

## 展覽

### 長期展覽
- 「1996年夏季奧林匹克運動會」共有兩部份，運動實驗室讓訪客跟奧運紀錄作比較，另外主要場地則展示與奧運有關的物品。
- 「轉捩點」展示與美國內戰有關的1400件展品。
- 「都會前線」展示亞特蘭大發展歷史的四個階段－郊野地區、運輸中心、商業城市及大都會市郊。
- 「塑造傳統：演變中的南部民族藝術」
- 「Down the Fairway with Bobby Jones」
- 「Phillip Trammell Shutze」

## 外部連結
- 亞特蘭大歷史中心
- 亞特蘭大歷史中心旅遊指南 （页面存档备份，存于）